# 14 augustus
14 augustus is de 226e dag van het jaar (227e dag in een schrikkeljaar) in de gregoriaanse kalender. Hierna volgen nog 139 dagen tot het einde van het jaar.

## Gebeurtenissen
- Algemeen
  - 1642 - Abel Tasman vertrekt op expeditie naar het onbekende 'Zuidland'
  - 1958 - KLM-vlucht 607-E van Amsterdam naar New York stort ten westen van Ierland in de Atlantische oceaan. Alle 99 inzittenden komen om.
  - 1972 - Een Iljoesjin-vliegtuig van de Oost-Duitse vliegmaatschappij Interflug stort neer op een buitenwijk van Oost-Berlijn. 156 mensen komen om.
  - 1979 - Tijdens het te water laten van de paardenreddingsboot van Ameland verdrinken acht paarden.
  - 1998 - Tijdens de jaarlijkse overstroming van de Jangtsekiang verwoest een vloedgolf in de Chinese provincie Anhui miljoenen huizen.
  - 2005 - Een toestel van de Cypriotische maatschappij Helios Airways stort neer bij Athene. Alle 121 inzittenden komen om.
  - 2017 - Bij een aanval door gewapende mannen op een restaurant in Ouagadougou, de hoofdstad van Burkina Faso, komen ten minste achttien mensen om het leven.
  - 2018 - De Ponte Morandi, in de Italiaanse havenstad Genua, die de stadsdelen Sampierdarena en Cornigliano verbond stort in. Verkeer dat op dat moment op de brug reed, viel bijna 50 meter omlaag en er waren minstens 43 doden te betreuren.
  - 2023 - In het Duitse Europa-Park raken 2 bezoekers en 5 acrobaten gewond doordat bij duikshow Retorno dos Piratas het waterbassin scheurt en vervolgens het decor instort.[1]

- Economie
  - 1989 - Duizenden Peruviaanse mijnwerkers beginnen aan een staking voor onbepaalde tijd in een poging collectief hogere lonen te krijgen.

- Muziek
  - 1996 - De NOS zendt rechtstreeks de opening uit van de Amsterdam ArenA, het nieuwe Ajaxstadion. De eerste artiest die mag optreden is Total Touch-zangeres Trijntje Oosterhuis. Ze zingt de hymne De Zee die door John Ewbank is geschreven.[2]

- Oorlog
  - 1385 - De Slag bij Aljubarrota vindt plaats tussen Castilië en Portugal.

- Politiek
  - 1947 - India en Pakistan worden onafhankelijk van Groot-Brittannië.
  - 1969 - Britse troepen worden ingezet in Noord-Ierland.
  - 1971 - Bahrein wordt onafhankelijk van Groot-Brittannië.
  - 1980 - Op de Poolse Lenin-scheepswerf begint de staking die voor velen als het begin van de val van het communisme in het Oostblok gezien wordt en leidt tot de oprichting van Solidarność. Lech Wałęsa is de aanvoerder van stakingen in Gdańsk.
  - 2012 - Het Openbaar Ministerie in Almelo eist een werkstraf van veertig uur en een voorwaardelijke gevangenisstraf van twee weken met een proeftijd van twee jaar tegen Constant Kusters wegens discriminatie en aanzetten tot discriminatie voor uitspraken, die hij zou hebben gedaan tijdens een NVU-demonstratie in Enschede in 2011.
- Religie
  - 1595 - Verheffing van het Bisdom Manilla in de Filipijnen tot Aartsbisdom Manilla.
  - 2004 - Paus Johannes Paulus II brengt een tweedaags bezoek aan Lourdes in Frankrijk ter gelegenheid van de 150e verjaardag van het dogma van de Onbevlekte Ontvangenis van Maria.

- Sport
  - 1919 - Oprichting van de Poolse voetbalclub Ruch Radzionków.
  - 1920 - In Antwerpen wordt de zevende editie van de Olympische Zomerspelen geopend.
  - 1922 - In de regio Velsen wordt voetbalclub RKVV Velsen opgericht.
  - 1933 - Emilio Comici en de gebroeders Dimai beklimmen als eerste de onmogelijk geachte noordwand van de Cima Grande (Drei Zinnen).
  - 1936 - Oprichting van de Georgische voetbalclub Lokomotivi Tbilisi.
  - 1948 - Sluitingsceremonie van de Olympische Spelen in Londen.
  - 1954 - Eerste wedstrijd in het betaald voetbal in Nederland gaat tussen Alkmaar '54 en Sportclub Venlo '54. Het eerste doelpunt wordt gemaakt door Klaas Smit. De wedstrijd eindigt in 3–0 voor de ploeg uit Alkmaar.
  - 1970 - Opening van het Estadi Montilivi in de Spaanse stad Gerona.
  - 1983 - Openingsceremonie van de negende Pan-Amerikaanse Spelen, gehouden in Caracas.
  - 1991 - Feyenoord wint de strijd om de Nederlandse Supercup door PSV met 1-0 te verslaan. Het enige doelpunt komt op naam van aanvaller Marian Damaschin.
  - 1996 - Openingsceremonie van de Amsterdam ArenA.
  - 2005 - Het Zimbabwaans voetbalelftal wint de negende editie van de COSAFA Cup door in de finale Zambia met 1-0 te verslaan.
  - 2008 - Judoka Tuvshinbayar Naidan schrijft geschiedenis door als eerste Mongool ooit de olympische titel te winnen.
  - 2010 - Openingsceremonie van de Olympische Jeugdzomerspelen 2010.
  - 2016 - Op de Olympische Spelen in Rio de Janeiro prolongeert windsurfer Dorian van Rijsselberghe zijn titel.

- Wetenschap en technologie
  - 1992 - Boven Mbale in Oeganda ontploft een meteoriet waarbij brokstukken neerkomen op de grond. Het grootste gevonden brokstuk weegt zo'n 27 kg. Een jongen wordt geraakt door een klein fragment, maar er vallen geen gewonden of doden door de vallende stenen.[3]
  - 2003 - Stroomuitval in een groot deel van het noordoosten en middenwesten van de Verenigde Staten en delen van Canada.
  - 2023 - Wetenschappers van NASA's Goddard Institute for Space Studies maken bekend dat uit analyse van meteorologische meetgegevens is gebleken dat juli 2023 tot nu toe de warmste maand is in de gegevensset van het instituut die informatie bevat vanaf 1880.[4]

## Geboren

Henriëtte Anne van Frankrijk
geboren in 1727

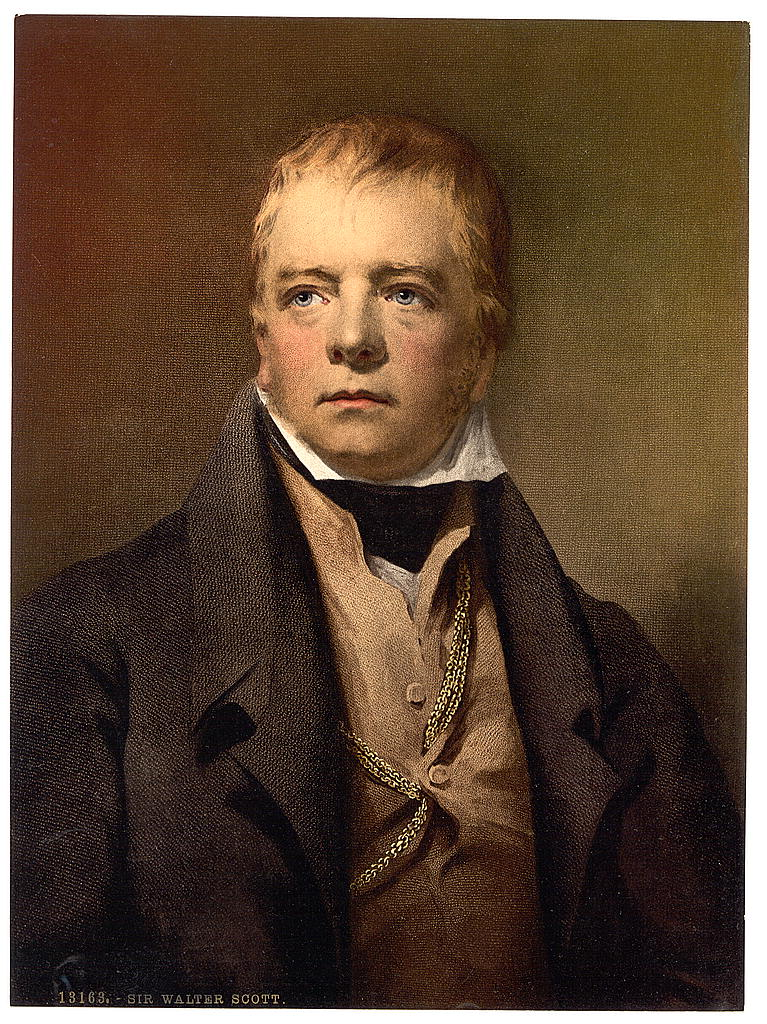
Walter Scott
geboren in 1771

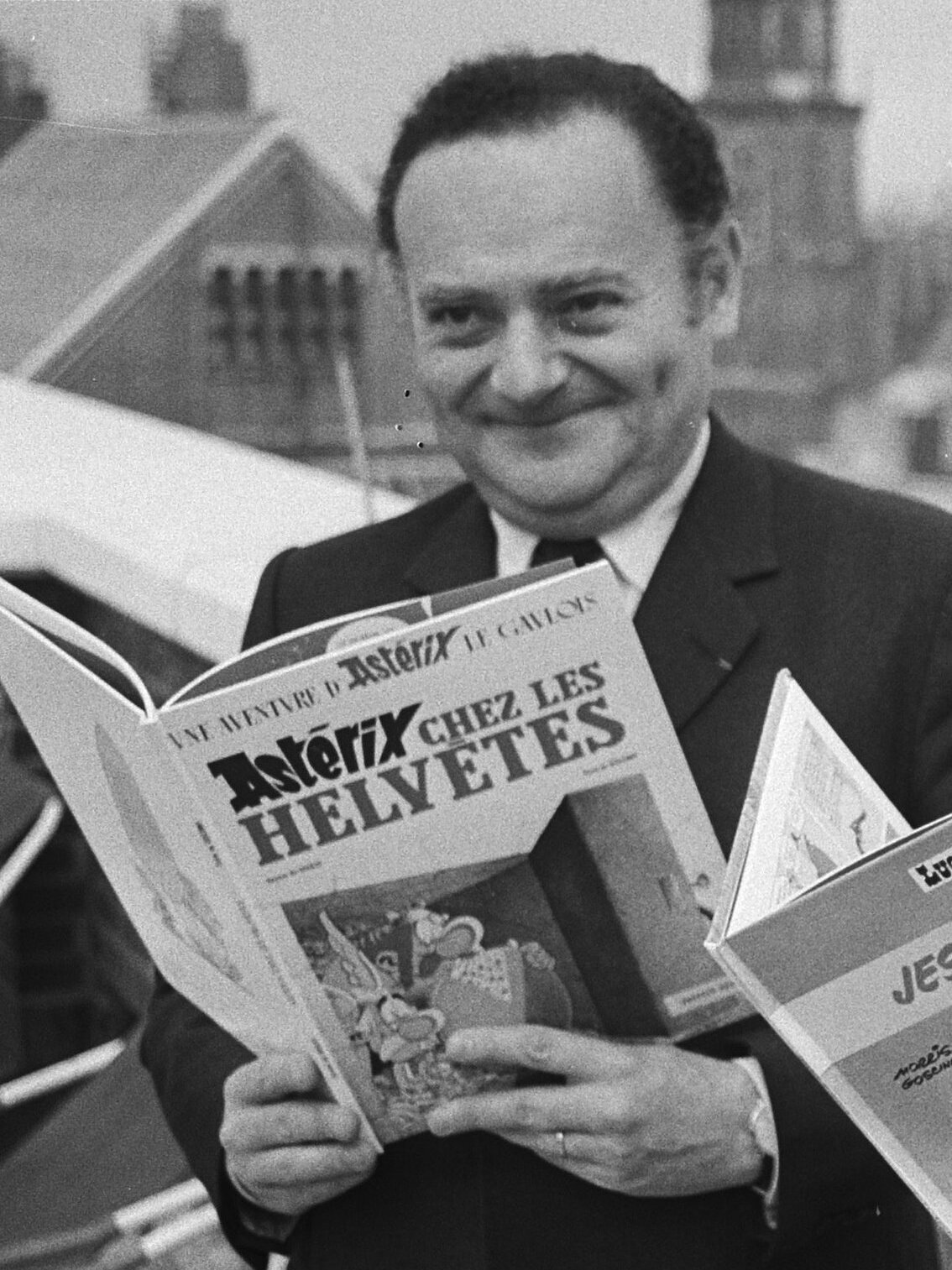
René Goscinny
geboren in 1926

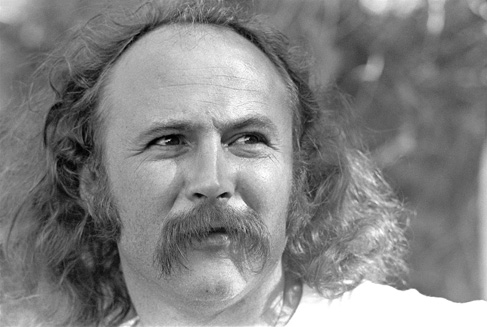
David Crosby
geboren in 1941

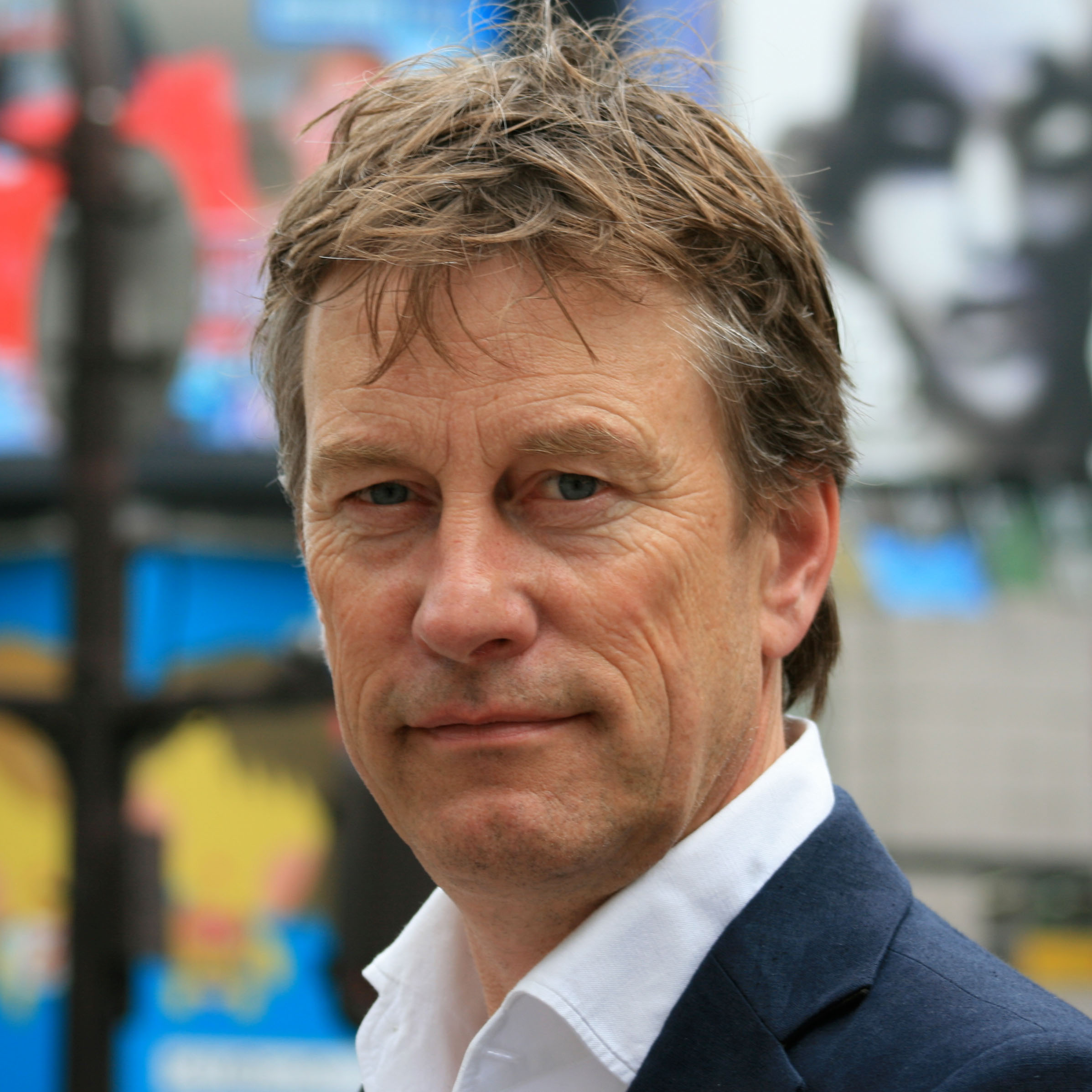
Pieter Jan Hagens
geboren in 1958

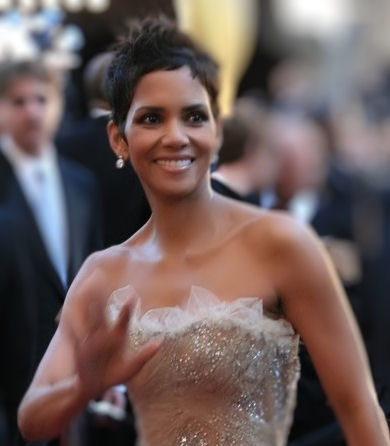
Halle Berry
geboren in 1966

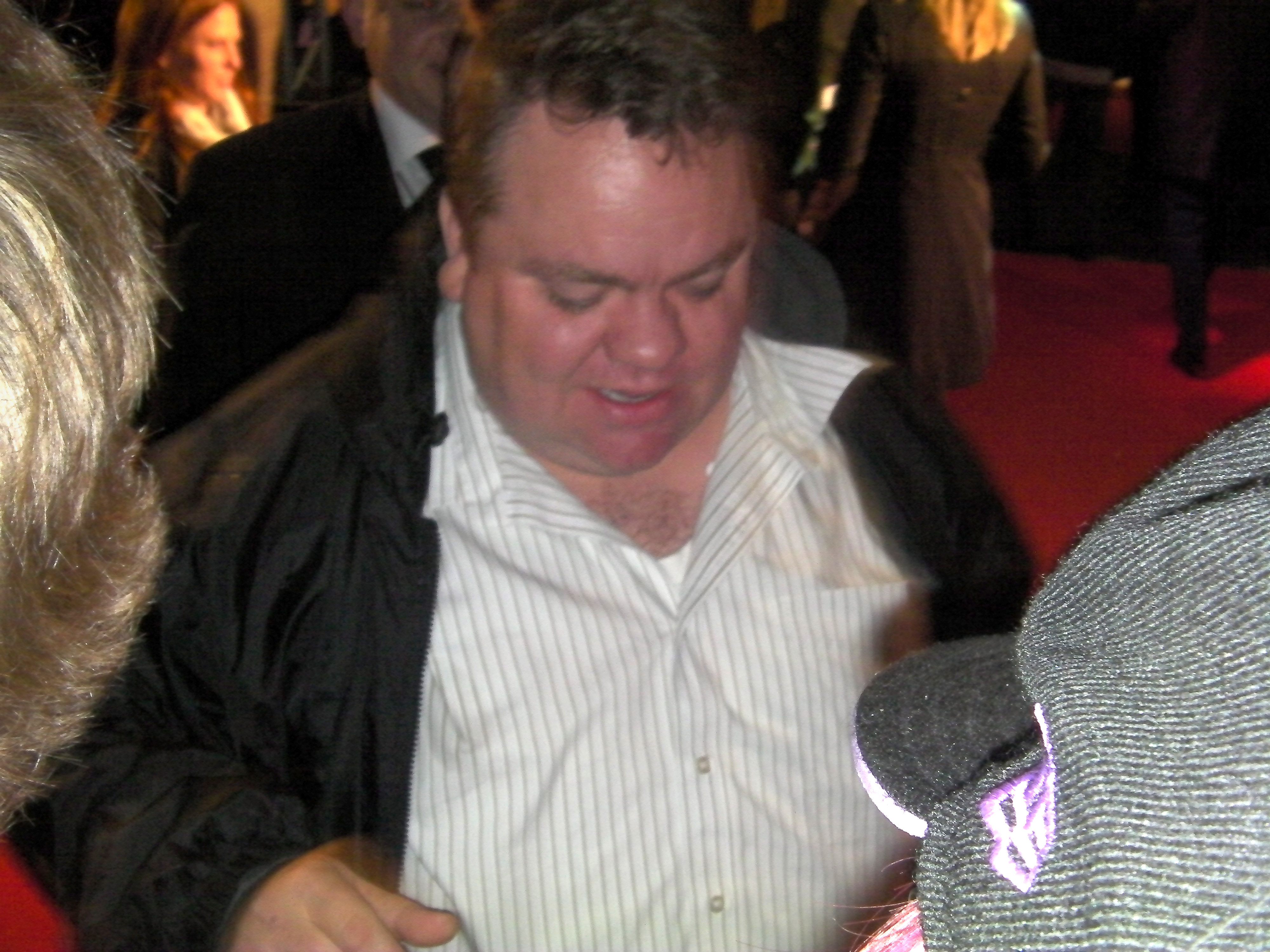
Preston Lacy
geboren in 1969

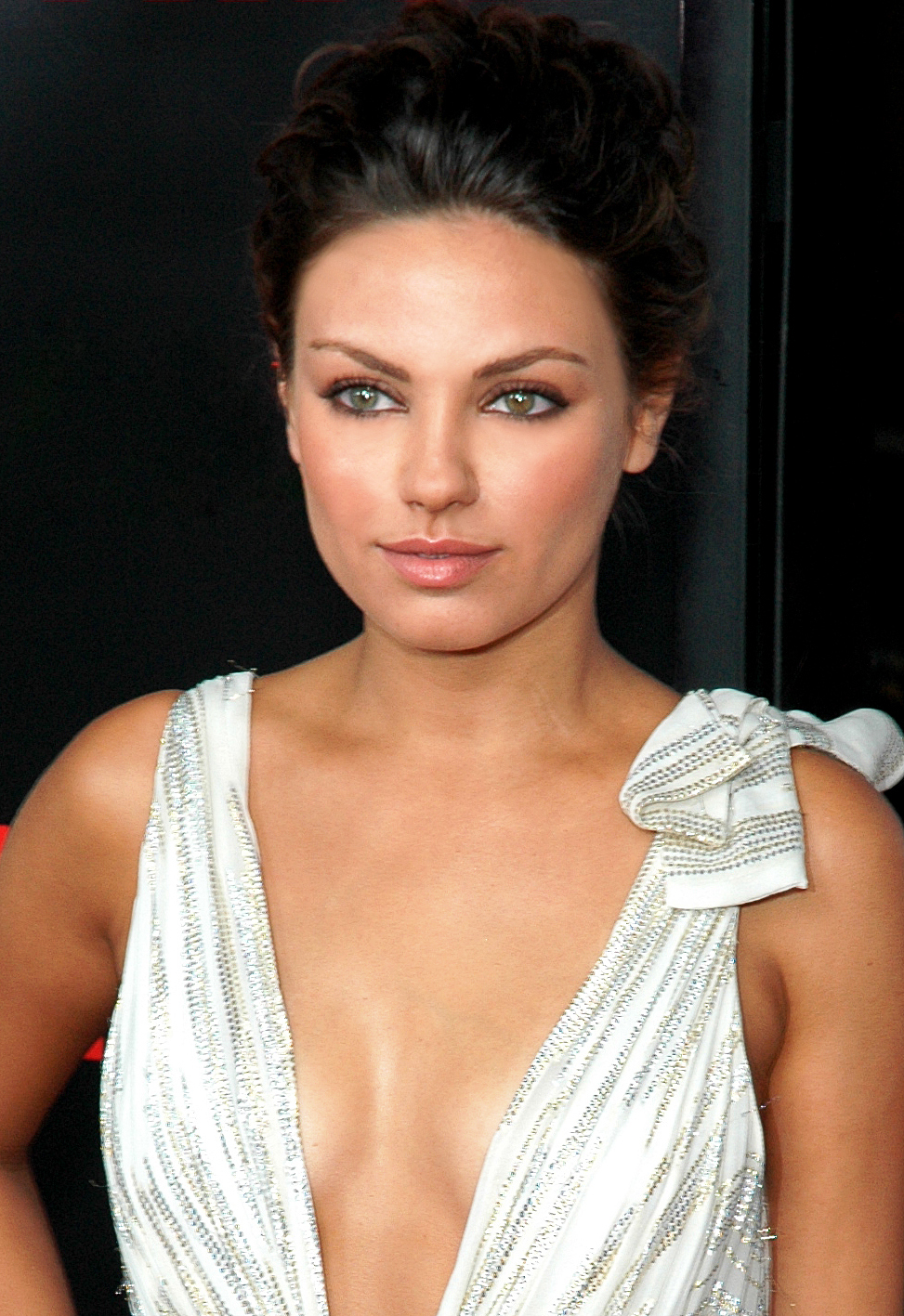
Mila Kunis
geboren in 1983

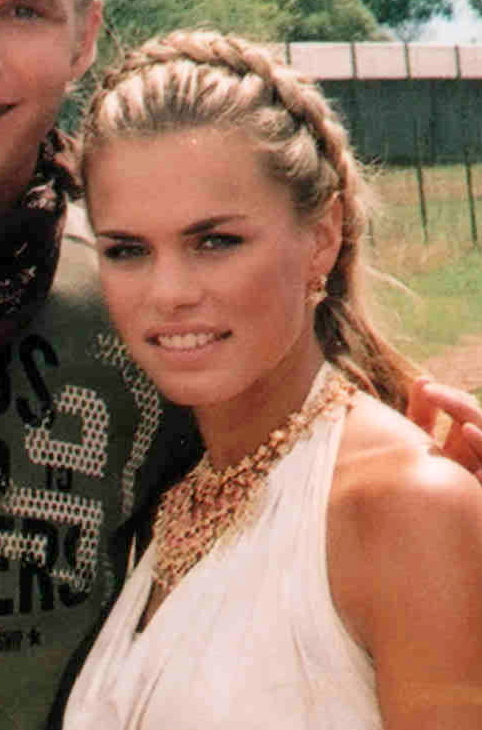
Nicolette van Dam
geboren in 1984

- 1502 - Pieter Coecke van Aelst, Belgisch kunstschilder en beeldhouwer (overleden 1550)
- 1688 - Frederik Willem I, koning van Pruisen (overleden 1740)
- 1727 - Henriëtte Anne van Frankrijk, dochter van koning Lodewijk XV van Frankrijk (overleden 1752)
- 1727 - Louise Elisabeth van Frankrijk, dochter van koning Lodewijk XV van Frankrijk (overleden 1759)
- 1740 - Luigi Barnaba Chiaramonti, de latere paus Pius VII (overleden 1823)
- 1771 - Walter Scott, Schots historisch schrijver en dichter (overleden 1832)
- 1775 - Pieter Adrianus Ossewaarde, Nederlands politicus (overleden 1853)
- 1777 - Hans Christian Ørsted, Deens natuurkundige (overleden 1851)
- 1821 - Waling Dykstra, Fries schrijver (overleden 1914)
- 1823 - Caspar Josefus Martinus Bottemanne, bisschop van Haarlem (overleden 1903)
- 1823 - Karel Miry, Belgisch componist (overleden 1889)
- 1835 - Jacinto Zamora, Filipijns priester en martelaar (overleden 1872)
- 1842 - Joseph Wijnkoop, Nederlands (opper)rabbijn en hebraïcus (overleden 1910)
- 1857 - Max Wagenknecht, Duits componist (overleden 1922)
- 1863 - Stans Balwé, Nederlands schilderes en tekenares (overleden 1954)
- 1867 - John Galsworthy, Brits roman- en toneelschrijver en Nobelprijswinnaar (overleden 1933)
- 1868 - Aart Jacob Marcusse, Hoofdcommissaris van Amsterdam (overleden 1933)
- 1869 - Armas Järnefelt, Fins componist/dirigent (overleden 1958)
- 1876 - Sibilla Aleramo, Italiaans schrijfster (overleden 1960)
- 1876 - Alexander Obrenović, Servisch koning (overleden 1903)
- 1879 - Georgios Kondylis, Grieks militair en politicus(overleden 1936)
- 1896 - Julien Lehouck, Belgisch atleet, burgemeester en weerstander (overleden 1944)
- 1900 - Wim Schokking, Nederlands staatsman en politicus (overleden 1960)
- 1900 - Earl Thomson Amerikaans ruiter (overleden 1971)
- 1903 - Isaac Forster, Senegalees rechter (overleden 1984)
- 1903 - Fred Zinner, Belgisch atleet (overleden 1994)
- 1909 - Stuff Smith, Amerikaans jazzviolist (overleden 1967)
- 1910 - Yvette Lebon, Frans actrice (overleden 2014)
- 1911 - Jan Koetsier, Nederlands componist en dirigent (overleden 2006)
- 1912 - Sonja Prins, Nederlands dichter (overleden 2009)
- 1914 - Dieter Arend, Duits roeier (overlijdensdatum onbekend)
- 1921 - Karel Lievens, Belgisch historicus (overleden 1999)
- 1922 - Leslie Marr, Brits autocoureur (overleden 2021)
- 1924 - Andrea Carrea, Italiaans wielrenner (overleden 2013)
- 1924 - Sverre Fehn, Noors architect (overleden 2009)
- 1924 - Wim Kersten, Nederlands schrijver van carnavalskrakers (overleden 2001)
- 1924 - Georges Prêtre, Frans dirigent (overleden 2017)
- 1924 - Oswald Van Ooteghem, Belgisch oostfronter en politicus (Volksunie) (overleden 2022)
- 1926 - Agostino Cacciavillan, Italiaans kardinaal (overleden 2022)
- 1926 - René Goscinny, Frans schrijver van stripalbums (overleden 1977)
- 1926 - Buddy Greco, Amerikaans zanger en pianist (overleden 2017)
- 1927 - Roger Carel, Frans stemacteur en acteur (overleden 2020)
- 1928 - Jacques Rouffio, Frans filmregisseur, -producent en scenarioschrijver (overleden 2016)
- 1928 - Lina Wertmüller, Italiaans regisseur en scenarioschrijfster (overleden 2021)
- 1931 - Ctibor Letošník, Tsjechisch componist en dirigent (overleden 2018)
- 1933 - Richard R. Ernst, Zwitsers chemicus en Nobelprijswinnaar (overleden 2021)
- 1934 - Trevor Bannister, Brits acteur (overleden 2011)
- 1938 - Bennie Muller, Nederlands voetballer (overleden 2024)
- 1939 - Sixto Brillantes jr., Filipijns advocaat en bestuurder (overleden 2020)
- 1939 - Gerrit van Dijk, Nederlands hoogleraar wis- en natuurkunde (overleden 2022)
- 1939 - Lisette Lewin, Nederlands schrijfster en journaliste (overleden 2024)
- 1939 - Rene Saguisag, Filipijns politicus (overleden 2024)
- 1940 - Alexei Panshin, Amerikaans schrijver (overleden 2022)
- 1940 - Jan Verbree, Nederlands burgemeester (overleden 2021)
- 1941 - Aïcha Chenna, Marokkaanse mensenrechtenactivist (overleden 2022)
- 1941 - David Crosby, Amerikaans gitarist en singer-songwriter (overleden 2023)
- 1941 - Dana Ivey, Amerikaans actrice
- 1941 - Robert Thurman, Amerikaans indoloog, tibetoloog en boeddholoog
- 1941 - Jerzy Wilim, Pools voetballer (overleden 2014)
- 1943 - Herman Vanspringel, Belgisch wielrenner (overleden 2022)
- 1943 - Charles Wolfe, Amerikaans musicoloog (overleden 2006)
- 1944 - Arlette Ramaroson, Malagassisch rechtsgeleerde
- 1945 - Brenda Benet, Amerikaans actrice (overleden 1982)
- 1945 - Steve Martin, Amerikaans acteur, komiek en producer
- 1945 - Faustin Twagiramungu, Rwandees politicus (overleden 2023)
- 1945 - Wim Wenders, Duits filmregisseur
- 1946 - Alexander Curly, Nederlands zanger (overleden 2012)
- 1946 - Antonio Fargas, Amerikaans acteur
- 1946 - Larry Graham, Amerikaans bassist, bariton zanger, componist en platenproducer
- 1946 - André Oosterlinck, Belgisch wetenschapper
- 1946 - Susan Saint James, Amerikaans actrice
- 1947 - Joop van Daele, Nederlands voetballer (overleden 2025)
- 1947 - Danielle Steel, Amerikaans schrijfster
- 1949 - Bob Backlund, Amerikaans professioneel worstelaar en acteur
- 1949 - Morten Olsen, Deens voetballer en voetbalcoach
- 1949 - Robert Voorhamme, Belgisch politicus
- 1950 - Frank Dingenen, Belgisch acteur (overleden 2025)
- 1952 - Alex van Warmerdam, Nederlands acteur, regisseur, schrijver en vormgever
- 1953 - James Horner, Amerikaans (film)componist (overleden 2015)
- 1954 - Anatoli Mysjkin, Russisch basketballer
- 1957 - Roland Smeenk, Nederlands cabaretier en muzikant (overleden 1992)
- 1958 - John Meijer, Nederlands gitarist
- 1958 - Pieter Jan Hagens, Nederlands televisiepresentator
- 1959 - Willy Carbo, Nederlands voetballer
- 1959 - Earvin Magic Johnson, Amerikaans basketballer
- 1960 - Sarah Brightman, Engels zangeres
- 1960 - Edi Krnčević, Australisch voetballer
- 1962 - Julius Jaspers, Nederlands kok
- 1963 - Emmanuelle Béart, Frans actrice
- 1964 - Sammy Lelei, Keniaans atleet
- 1965 - Paul Broadhurst, Engels golfer
- 1965 - Piet Peelen, Nederlands schaker
- 1965 - Stef de Reuver, Nederlands acteur en poppenspeler
- 1965 - Coen Verbraak, Nederlands journalist en programmamaker
- 1966 - Halle Berry, Amerikaans actrice
- 1966 - Karl Petter Løken, Noors voetballer
- 1966 - Freddy Rincón, Colombiaans voetballer en voetbalcoach (overleden 2022)
- 1968 - Ben Bass, Amerikaans acteur
- 1968 - Catherine Bell, Amerikaans actrice
- 1968 - Darren Clarke, Noord-Iers golfer
- 1968 - Medy van der Laan, Nederlands politicus
- 1969 - Tracy Caldwell Dyson, Amerikaans scheikundige en NASA-astronaute
- 1969 - Lev Fridman, Russisch autocoureur
- 1969 - Preston Lacy, acteur en scenarioschrijver bekend van o.a. Jackass
- 1970 - Arno Doomernik, Nederlands voetballer
- 1972 - Yamilé Aldama, Cubaans-Soedanees atlete
- 1972 - Ville Nylund, Fins voetballer
- 1972 - Koen Van Rie, Belgisch atleet
- 1973 - Augustine Okocha, Nigeriaans voetballer
- 1973 - Jared Borgetti, Mexicaans voetballer
- 1973 - Jimmy Muindi, Keniaans atleet
- 1974 - Maria Konovalova, Russisch atlete
- 1976 - Fabrizio Donato, Italiaans atleet
- 1976 - Lo Ka Fai, Hongkongs autocoureur
- 1976 - Jerome Young, Amerikaans atleet
- 1977 - Justin Anlezark, Australisch atleet
- 1979 - Séverine Beltrame, Frans tennisster
- 1979 - Jérémie Bréchet, Frans voetballer
- 1979 - Paul Burgess, Australisch atleet
- 1981 - Jesper Håkansson, Deens voetballer
- 1981 - Kofi Kingston, Ghanees professioneel worstelaar
- 1981 - Scott Lipsky, Amerikaans tennisser
- 1981 - Ali Palabıyık, Turks voetbalscheidsrechter
- 1981 - Kebede Tekeste, Ethiopisch atleet
- 1983 - Elena Baltacha, Brits-Oekraïens tennisster (overleden 2014)
- 1983 - Mila Kunis, Amerikaans-Oekraïens actrice
- 1983 - Heiko Westermann, Duits voetballer
- 1984 - Eva Birnerová, Tsjechisch tennisster
- 1984 - Konstantin Borisov, Russisch ingenieur en kosmonaut
- 1984 - Giorgio Chiellini, Italiaans voetballer
- 1984 - Nicolette van Dam, Nederlands actrice
- 1984 - Robin Söderling, Zweeds tennisser
- 1985 - Ashlynn Brooke, Amerikaans pornoactrice
- 1985 - Jesper Hogedoorn, Nederlands voetballer
- 1986 - Nicholas Ffrost, Australisch zwemmer
- 1986 - Christian Gentner, Duits voetballer
- 1986 - Rudy Koek, Nederlands shorttracker
- 1986 - Chelsea Marshall, Amerikaans alpineskiester
- 1987 - Thomas Azier, Nederlands muzikant
- 1987 - Gino Facenna, Nederlands-Italiaans voetballer
- 1987 - Tim Tebow, Amerikaans Americanfootballspeler en honkballer
- 1988 - Ljubomir Fejsa, Servisch voetballer
- 1998 - Tycho Muda, Nederlands roeier
- 1998 - Vincent Muda, Nederlands roeier
- 1989 - Fallou Diagne, Senegalees-Frans voetballer
- 1989 - Ander Herrera, Spaans voetballer
- 1990 - Ajmal Faisal, Afghaans bokser
- 1990 - Pjotr Sedov, Russisch langlaufer
- 1991 - Richard Freitag, Duits schansspringer
- 1991 - Henrik Harlaut, Zweeds freestyleskiër
- 1991 - Etimoni Timuani, Tuvaluaans voetballer en atleet
- 1992 - Lennart Mertens, Belgisch voetballer
- 1993 - Aleksander Bosak, Pools autocoureur
- 1993 - Edwin Kiptoo, Keniaans atleet
- 1994 - Alex Ferreira, Amerikaans freestyleskiër
- 1995 - Jeremy Fernandes, Kaapverdisch-Nederlands voetballer
- 1995 - Kürşad Sürmeli, Nederlands-Turks voetballer
- 1996 - Maxi Gómez, Uruguayaans voetballer
- 1996 - Samuel Grandsir, Frans-Senegalees voetballer
- 1996 - Joelinton, Braziliaans voetballer
- 1996 - Neal Maupay, Frans-Argentijns voetballer
- 1997 - Grad Damen, Nederlands voetballer
- 1998 - Loris Cresson, Belgisch motorcoureur
- 1998 - Junior van der Velden, Nederlands voetballer
- 1998 - Stefan Collier, Nederlands acteur
- 1999 - Fran García, Spaans voetballer
- 2001 - Oriane Jean-François, Frans voetbalster
- 2001 - Chris-Kévin Nadje, Frans-Ivoriaans voetballer
- 2004 - Janna van Kooten, Nederlands zwemster

## Overleden

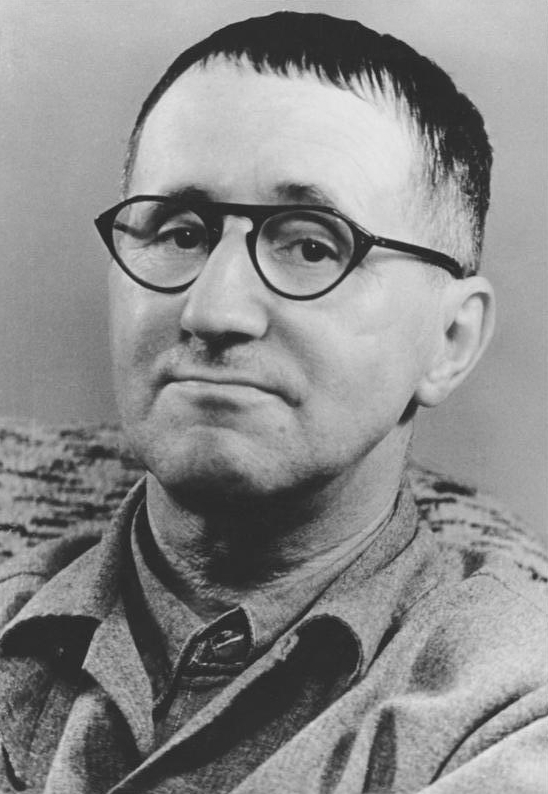
Bertolt Brecht
overleden in 1956

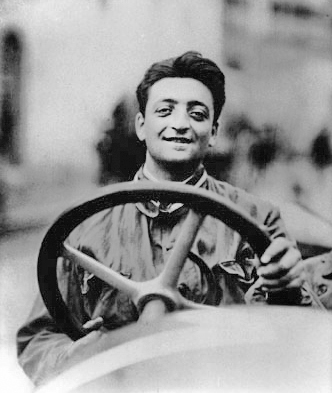
Enzo Ferrari
overleden in 1988

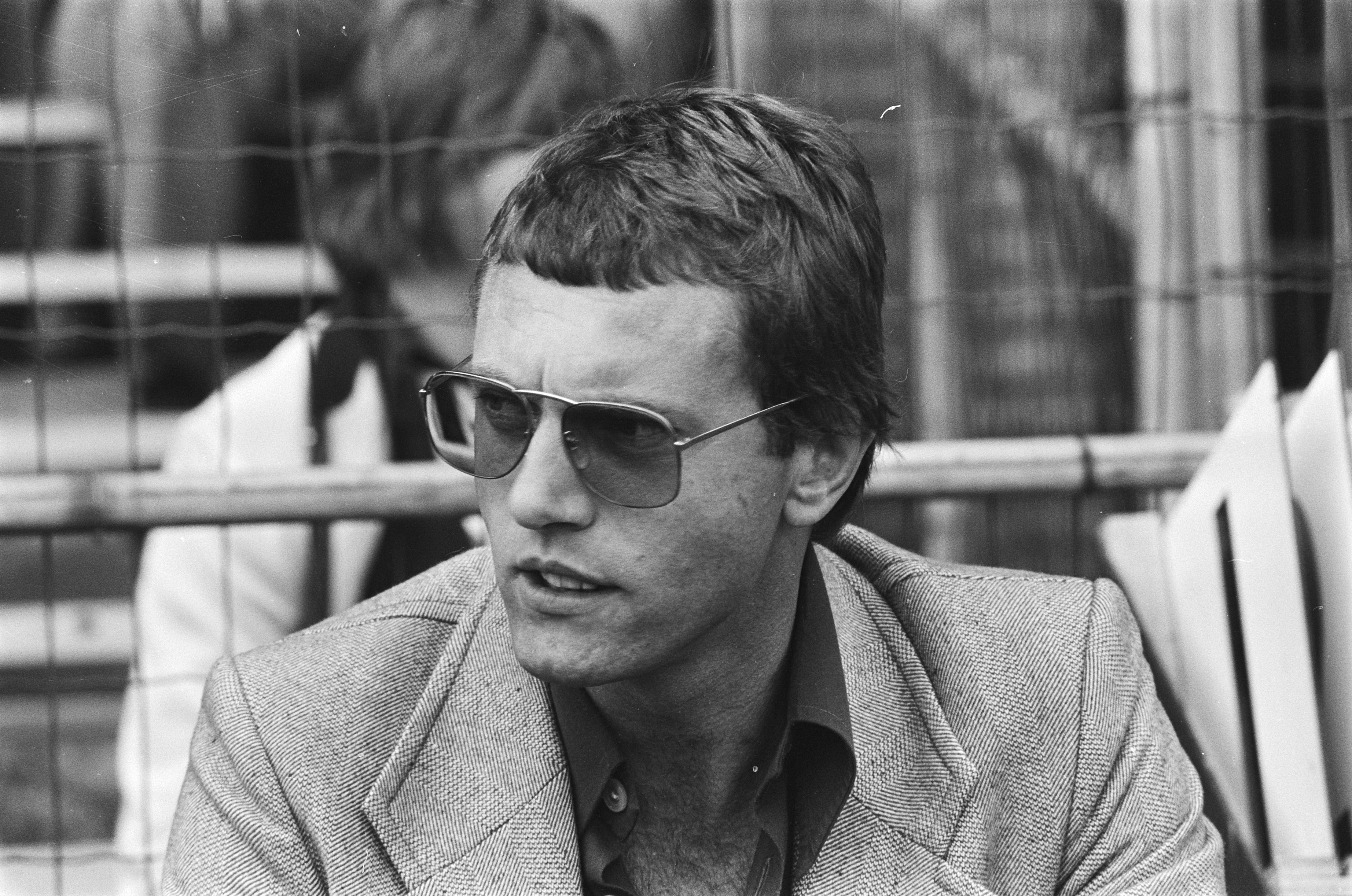
Fritz Korbach
overleden in 2011

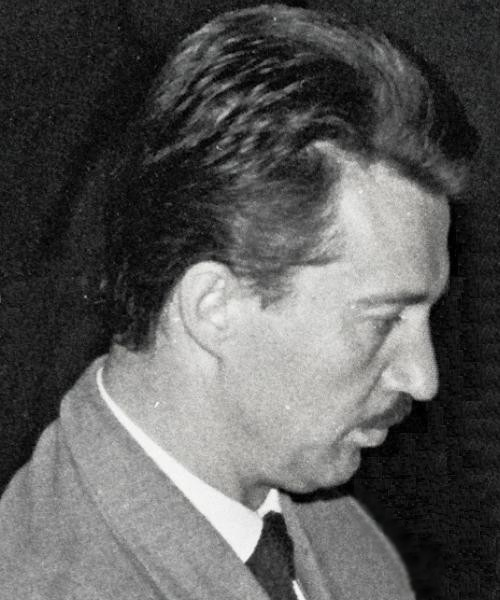
Svetozar Gligorić
overleden in 2012

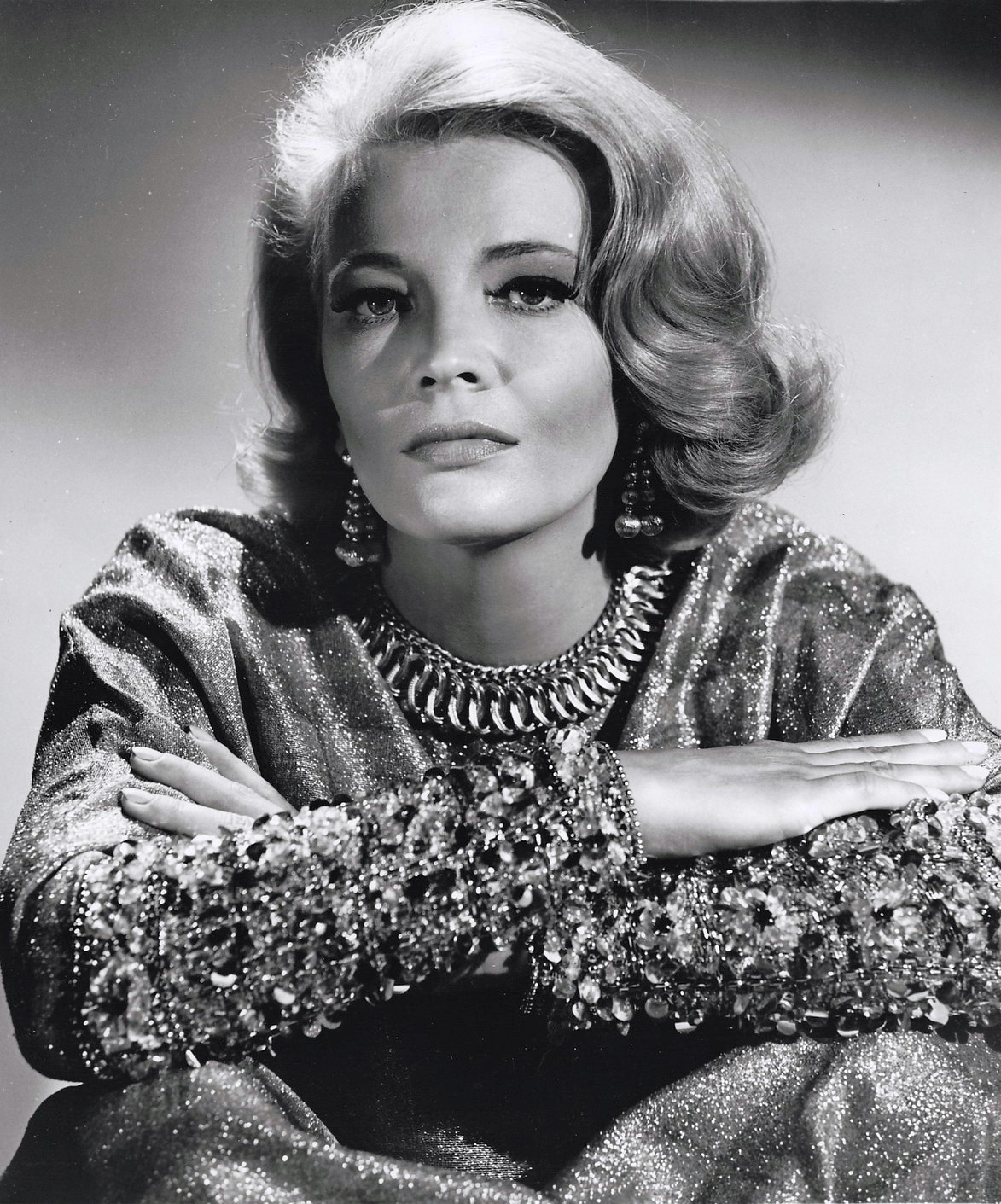
Gena Rowlands
overleden in 2024

- 582 - Tiberius II Constantijn, Byzantijns keizer
- 760 - Werenfried van Elst, prediker en heilige binnen het christendom
- 1641 - Willem Otto van Nassau-Siegen (34), Duits officier in het Zweedse leger
- 1870 - David Farragut (69), Amerikaans militair
- 1819 - Erik Acharius (61), Zweeds botanicus en arts
- 1852 - Margaret Taylor (63), Amerikaans first lady (echtgenote van president Zachary Taylor)
- 1886 - Edmond Laguerre (52), Frans wiskundige
- 1891 - Sarah Polk (87), Amerikaans first lady (echtgenote van James Knox Polk)
- 1905 - Simeon Solomon (64), Brits kunstschilder
- 1941 - Maximiliaan Kolbe (47), Pools heilige, priester en martelaar in Auschwitz
- 1950 - Luís María Guerrero (75), Filipijns kinderarts, hoogleraar en decaan
- 1951 - William Randolph Hearst (88), Amerikaans uitgever, journalist en politicus
- 1956 - Bertolt Brecht (58), (Oost-)Duits dichter, (toneel)schrijver en toneelregisseur
- 1958 - Frédéric Joliot-Curie (58), Frans natuurkundige
- 1965 - Jan van Nijlen (80), Belgisch dichter
- 1967 - Bob Anderson (36), Brits autocoureur
- 1967 - Bob Wallagh (59), Nederlands journalist, radiopresentator en auteur
- 1969 - Tony Fruscella (42), Amerikaans jazztrompettist
- 1972 - Paolo Giobbe (92), Italiaans internuntius in Nederland en curiekardinaal
- 1977 - Aleksandr Loeria (74), Russisch neuropsychologe
- 1978 - Joe Venuti (74), Italiaans-Amerikaans jazzviolist
- 1979 - Michail Ogonkov (47), Sovjet voetballer
- 1980 - Moyses Ferreira Alves (Zezinho) (50), Braziliaans voetballer
- 1984 - J.B. Priestley (89), Engels schrijver
- 1988 - Enzo Ferrari (90), Italiaans (race)autobouwer
- 1991 - Alberto Crespo (71), Argentijns autocoureur
- 1993 - Albert Vermaere (82), Belgisch politicus
- 1994 - Elias Canetti (89), Bulgaars schrijver
- 1998 - Hans-Joachim Kulenkampff (77), Duits acteur en presentator
- 1999 - Lane Kirkland (77), Amerikaans vakbondsleider
- 2001 - Pavel Schmidt (71), Tsjecho-Slowaaks roeier
- 2002 - Atta Mungra (63), Surinaams politicus en zakenman
- 2003 - Ben van Gelder (85), Nederlands voetbalbestuurder
- 2004 - Czesław Miłosz (93), Pools dichter
- 2006 - Adriaan de Groot (91), Nederlands psycholoog
- 2007 - Jan Hendrik Velema (89), Nederlands predikant, radiopresentator en omroepvoorzitter
- 2008 - Percy Irausquin (39), Nederlands modeontwerper
- 2010 - Herman Franke (61), Nederlands criminoloog en schrijver
- 2010 - Abbey Lincoln (80), Amerikaans jazzzangers
- 2011 - Shammi Kapoor (79), Indiaas acteur en filmregisseur
- 2011 - Fritz Korbach (66), Duits voetbaltrainer
- 2012 - Svetozar Gligorić (89), Servisch schaker
- 2013 - Lisa Robin Kelly (43), Amerikaans actrice
- 2014 - Egbertje Leutscher-de Vries (111), Nederlands oudste mens
- 2015 - Leo de Bever (85), Nederlands architect
- 2015 - Wilte Mulder (87), Nederlands burgemeester
- 2016 - Fyvush Finkel (93), Amerikaans acteur
- 2016 - Aboud Jumbe (96), politicus uit Zanzibar
- 2016 - Hermann Kant (90), Duits schrijver
- 2018 - Edoeard Oespenski (80), Russisch kinderboekenschrijver
- 2018 - Hugo van Zuylen van Nijevelt (88), Nederlands ondernemer
- 2019 - Mies Hagens (102), Nederlands actrice
- 2020 - Julian Bream (87), Brits gitarist en luitspeler
- 2020 - Angela Buxton (85), Brits tennisspeelster
- 2020 - Arthur Docters van Leeuwen (75), Nederlands jurist en topambtenaar
- 2020 - Linda Manz (58), Amerikaans actrice
- 2021 - Carlos Correia (87), Guinee-Bissaus politicus
- 2021 - Igor Oistrach (91), Russisch violist en dirigent
- 2021 - André Vandewalle (75), Belgisch historicus en archivaris
- 2023 - Bruno Albert (81), Belgisch architect
- 2023 - Gérard Diffloth (84), Frans taalkundige
- 2023 - Boris Doebrovsky (83), Sovjet-Russisch roeier
- 2024 - Marcolino Franco (64), Curaçaos politicus
- 2024 - Eugènie Herlaar (84), Nederlands nieuwslezeres
- 2024 - Gena Rowlands (94), Amerikaans actrice
- 2025 - Ingeborg Elzevier (89), Nederlands actrice
- 2025 - Bernardo Ruiz (100), Spaans wielrenner

## Viering/herdenking
- rooms-katholieke kalender:

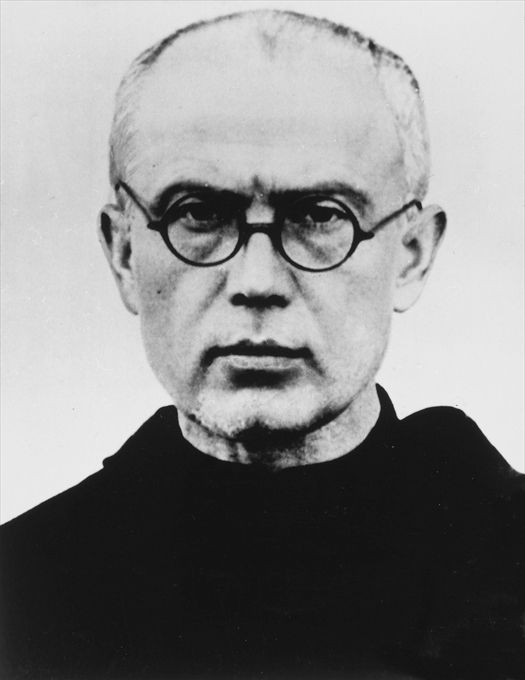
Maximiliaan Kolbe

  - Heilige Maximiliaan (Maria) Kolbe († 1941) - Gedachtenis
  - Heilige Werenfried (van Elst) († c. 760) - Gedachtenis (in aartsbisdom Utrecht en bisdom Haarlem-Amsterdam)
  - Heilige Eberhard (van Einsiedeln) († 958)
  - Heilige Athanasia (van Egina) († 860)
  - Heilige Arnoldus (van Soissons) († 1087)
  - Heilige Martelaren van Otranto († 1480)

## Weerextremen

### Nederland
| | Officiële records | Officiële records | Officiële records |  | Landelijke records | Landelijke records | Landelijke records |
| Gebeurtenis | Jaar              | Extreem           | Locatie           |  | Jaar               | Extreem            | Locatie            |
| --- | ----------------- | ----------------- | ----------------- |  | ------------------ | ------------------ | ------------------ |
| Laagste etmaalgemiddelde temperatuur (°C) | 1912              | 11,4              | De Bilt           |  | 1912               | 11,3               | Maastricht         |
| Hoogste etmaalgemiddelde temperatuur (°C) | 2022              | 24,0              | De Bilt           |  | 1975               | 26,1               | Hoek van Holland   |
| Laagste minimumtemperatuur (°C) | 1931              | 5,9               | De Bilt           |  | 1912               | 5,5                | Eelde              |
| Hoogste minimumtemperatuur (°C) | 2020              | 18,4              | De Bilt           |  | 2022               | 20,7               | Wilhelminadorp     |
| Laagste maximumtemperatuur (°C) | 1912              | 16,5              | De Bilt           |  | 1930               | 14,9               | Eelde              |
| Hoogste maximumtemperatuur (°C) | 2022              | 32,2              | De Bilt           |  | 2025               | 34,2               | Ell, Volkel        |
| Hoogste uurgemiddelde windsnelheid (m/s) | 1930              | 13,9              | De Bilt           |  | 1930 1979          | 19,0 19,0          | De Kooy IJmuiden   |
| Hoogste windstoot (m/s) | 1985              | 27,8              | De Bilt           |  | 1985               | 34,5               | Vlissingen         |
| Langste zonneschijnduur (uur) | 1973              | 13,6              | De Bilt           |  | 2021               | 13,7               | Ell                |
| Langste neerslagduur (uur) | 1930              | 9,1               | De Bilt           |  | 2006               | 12,1               | Nieuw Beerta       |
| Hoogste etmaalsom van de neerslag (mm) | 1992              | 25,7              | De Bilt           |  | 2006               | 56,7               | Wijk aan Zee       |
| Laagste etmaalgemiddelde relatieve vochtigheid (%) | 1975              | 47                | De Bilt           |  | 2022               | 36                 | Maastricht         |
| Laagste uurwaarde luchtdruk op zeeniveau (hPa) | 1930              | 990,3             | De Bilt           |  | 1930               | 986,6              | De Kooy            |
| Hoogste uurwaarde luchtdruk op zeeniveau (hPa) | 1949              | 1028,9            | De Bilt           |  | 1949               | 1029,3             | Maastricht         |
| Officiële records worden altijd gemeten op het KNMI-weerstation in De Bilt. Landelijke records kunnen worden gemeten op elk officieel KNMI-weerstation in Nederland. |                   |                   |                   |  |                    |                    |                    |

Uitzonderlijke gebeurtenissen
- 1901 - Laatste officiële zomerse dag van het jaar (maximumtemperatuur ≥ 25 °C in De Bilt)
- 1907 - Officieel hoogste minimumtemperatuur in °C van het jaar gemeten in De Bilt: 16,9
- 1916 - Officieel hoogste minimumtemperatuur in °C van het jaar gemeten in De Bilt: 15,7
- 1923 - Laatste officiële zomerse dag van het jaar (maximumtemperatuur ≥ 25 °C in De Bilt)
- 1986 - Laatste officiële zomerse dag van het jaar (maximumtemperatuur ≥ 25 °C in De Bilt)
- 2000 - Officieel hoogste minimumtemperatuur in °C van het jaar gemeten in De Bilt: 17,8. Samen met 20 juni
- 2023 - Landelijk laagste etmaalgemiddelde relatieve vochtigheid in % van augustus dit jaar gemeten in Hoek van Holland en Rotterdam: 67. Samen met 8 en 10 augustus

### België
Dagrecords
- 1912 - Laagste etmaalgemiddelde temperatuur 11,7 °C
- 1898 - Hoogste etmaalgemiddelde temperatuur 24,3 °C
- 1833 - Laagste minimumtemperatuur 6,9 °C
- 2022 - Hoogste maximumtemperatuur 31,9 °C[7]
- 2006 - Hoogste etmaalsom van de neerslag 26 mm

Uitzonderlijke gebeurtenissen
- 1911 - Tussen 8 en 14 augustus in Ukkel 7 opeenvolgende hittedagen.
- 1985 - Tornado met veel schade rond Ieper.
- 1990 - Sedert 8 juli is er slechts 1,9 mm regen gevallen in Ukkel.
- 1999 - Tornado over Doornik, Herne en in Vlaams-Brabant.

<< · 1 · 2 · 3 · 4 · 5 · 6 · 7 · 8 · 9 · 10 · 11 · 12 · 13 · 14 · 15 · 16 · 17 · 18 · 19 · 20 · 21 · 22 · 23 · 24 · 25 · 26 · 27 · 28 · 29 · 30 · 31 · >>